# Lodi Vecchio
Lodi Vecchio es una localidad y comune italiana de la provincia de Lodi, región de Lombardía, con 7.212 habitantes.

## Evolución demográfica
| Gráfica de evolución demográfica de Lodi Vecchio entre 1861 y 2001 |
|                                                                    |
| Fuente ISTAT - elaboración gráfica de Wikipedia                    |